# ウィレム・アルバーツ
ウィレム・アルバーツ（Willem Alberts、1984年5月11日 - ）は、ユナイテッド・ラグビー・チャンピオンシップライオンズに所属するラグビーユニオン選手。

## プロフィール
- 南アフリカ・プレトリア出身。
- ポジションはロック(LO)、フランカー(FL)。
- 身長 192cm、体重 120kg
- 南アフリカ代表キャップは43（2020年4月現在）でワールドカップ2011・2015の南アフリカ代表に選ばれた[1]。

## 来歴
ゴールデン・ライオンズ、ライオンズ、シャークス、トゥールーズを経て、2020年、ライオンズに復帰。